# Tęczyński

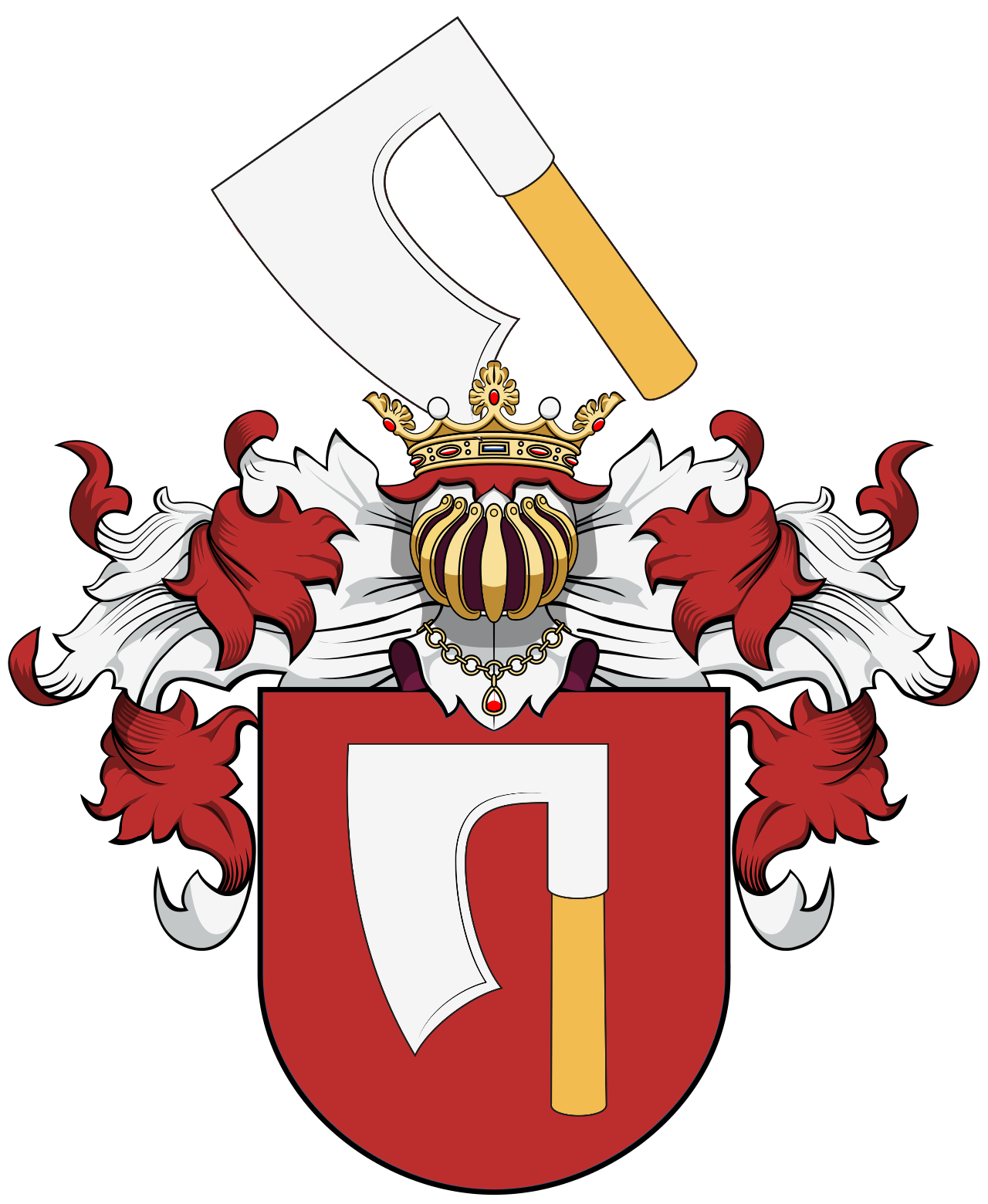
Das Wappen der Tęczyńskis

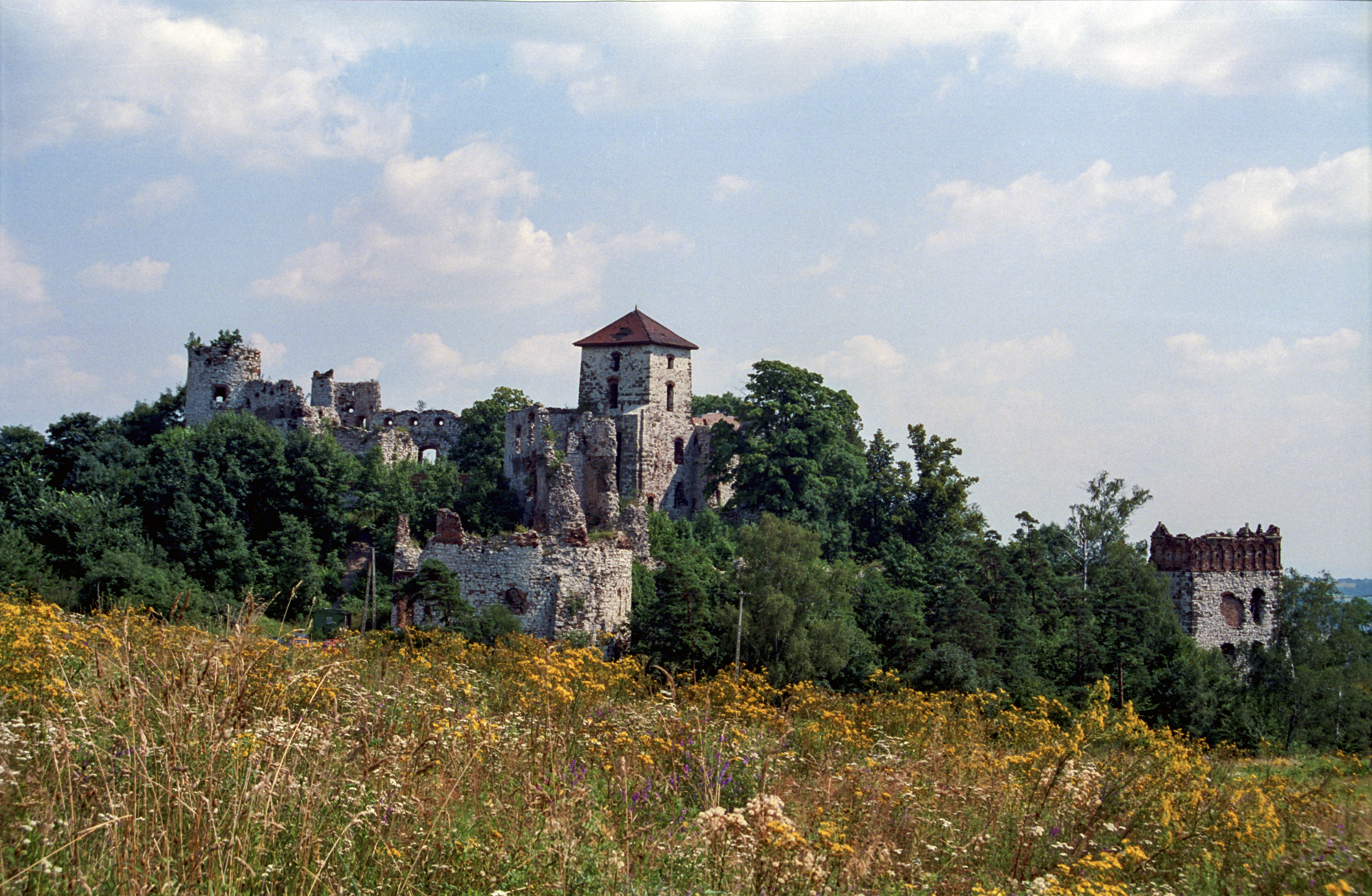
Die Ruine der Burg Tęczyn

Tęczyński ist der Name eines  polnischen Adelsgeschlechts. Die weibliche Namensform lautet Tęczyńska. Der Name Tęczyński wurde erstmals im 14. Jahrhundert erwähnt. Das Adelsgeschlecht verbreitete sich vor allem in der Region Kleinpolen und erwarb dort zahlreiche Landgüter. 
Der erste urkundliche benannte Tęczyński war Nawój von Morawica im Jahr 1331, ein Kastellan von Krakau. Sein Sohn Andrzej Tęczyński († 1368) war Wojewode von Krakau und ließ den Stammsitz der Familie wahrscheinlich im Jahr 1319 errichten, die Burg Tęczyn in Rudno. Die erlangten hohen Staatsämter und Ländereien verhalfen dem Adelsgeschlecht in Kleinpolen zum politisch-wirtschaftlichen Aufstieg in den Magnatenstand. Andrzej Tęczyński († 1536) erwarb 1527 zudem den erblichen Reichsgrafentitel vom römisch-deutschen Kaiser. 
Das Geschlecht starb mit Jan Magnus Tęczyński 1637 im Mannesstamm aus.

## Namensträger
- Nawój von Morawica, u. a. Kastellan von Krakau
- Andrzej Tęczyński, u. a. Wojewode von Krakau
- Andrzej Tęczyński, u. a. Wojewode von Krakau
- Jan Magnus Tęczyński, u. a. Wojewode von Krakau